# Michail Petrovič Simonov
Michail Petrovič Simonov (rusky Михаил Петрович Симонов, 19. října 1929, Rostov na Donu – 4. března 2011, Moskva) byl sovětský a ruský konstruktér letadel, generální konstruktér OKB Suchoj od roku 1983, pracoval ve vývojové konstrukční kanceláři, účastnil se vývoje útočného letounu Su-24, bojového letounu blízké palebné podpory Su-25, řídil stavbu sportovních letounů značky „Su“, nejvíce je však znám jako jeden z hlavních konstruktérů přepadového stíhacího letounu Su-27 a některých jeho modifikací.

## Život

### Dětství a studium
Rodiče (Věra Michajlovna a Pjotr Vasilevič) se po skončení Rostovské státní univerzity (Ростовский государственный университет, dnes Jižní federální univerzita) v 1933 přestěhovali do podmoskevské osady Bykovo kvůli otcově aspirantuře. Jejich nový dům byl jen několik kilometrů od bykovského letiště a bylo možné od něho pozorovat startující a přistávající letadla.
V Alma-Atě, kam otce přeřadili po ukončení aspirantury, se budoucí generální konstruktér zabýval leteckým modelářstvím, stavěl první modely větroňů a seznamoval se s časopisy Техника — молодежи a Самолёт.
Na počátku druhé světové války se jeho otec jako poručík dostal na frontu a padl v bitvě u Stalingradu. Po válce se osiřelá rodina přestěhovala do města Kamensk-Šachtinskij v Rostovské oblasti, kde žili matčiny rodiče. Tam absolvoval střední školu.
Protože nechtěl nechat samotnou nemocnou matku, namísto Moskevského leteckého institutu (Московский авиационный институт, MAI) byl přijat na bližší Novočerkasský polytechnický institut. Specializace byla vzdálena letectví – projektování a využití automobilů. Ve třetím ročníku dostal Stalinovo stipendium, aktivně se též věnoval cyklistickému sportu. Během školy zaslal své dokumenty na MAI, byl odmítnut, načež byl přijat do čtvrtého ročníku na Kazaňského leteckého institutu (KAI).

### Konstruktér
V roce 1953 byl při KAI založen nejdřív plachtařský kroužek, který byl v roce 1956 přetvořen na Studentskou konstrukční kancelář (SKB), jedním ze zakládajících členů a pracovníků se stal čerstvý absolvent Simonov. Byl hlavním konstruktérem prvního sovětské konstrukční kanceláře sportovního letectví, současně se stal instruktorem a pilotem-vlekařem leteckého klubu. Pod jeho vedením byly postaveny první sovětské celokovové rekordní kluzáky KAI-11, KA1-12, KAI-14, KAI-17 a KAI-19.
V roce 1969 byl přemístěn z Kazaně do Moskvy a jmenován náměstkem hlavního konstruktéra v Dolnoprudnenské konstrukční kanceláři automatiky. Po devíti měsících byl přeřazen na práci do Uchtomské filiálky Moskevského strojírenského závodu pod vedením Roberta Bartiniho. Za několik měsíců, roku 1970 byl jmenován náměstkem hlavního konstruktéra v OKB Suchovo. V této funkci v letech 1970 až 1979 řídil letové zkoušky a dolaďování frontového bombardéru Su-24, bitevníku Su-25 a od roku 1976 byl hlavním konstruktérem přepadové stíhačky SU-27. V letech 1979–1983 byl náměstkem ministra leteckého průmyslu. V lednu 1983 stanul v čele OKB Suchovo ve funkci generálního konstruktéra, kterým zůstal do konce života. Pod jeho vedením vznikaly různé modifikace Su-27. Po „perestrojce“, když se snížilo financování ze strany státu, byl iniciátorem částečného převodu prací na komerční bázi. Zpočátku byly mimorozpočtové prostředky získávány prodejem sportovních a akrobatických letounů do zahraničí. Po rozpadu Sovětského svazu a prudkém propadu financování byla dodávána bitevní letadla i do zahraničí (Indie, Indonésie, Malajsie, Čína a dalších zemí).
Zemřel 4. března 2011 v důsledku těžké nemoci. Je pohřben na Novoděvičím hřbitově v Moskvě.

## Řády a vyznamenání
Byl nositelem titulu Hrdina Ruské federace (1999), držitel Řádu rudého praporu práce a zlaté medaile V. G. Šuchova, laureát Leninovy (1974) a dvou státních cen SSSR (za letadla Su-26 a Su-27). Byl doktorem technických věd, profesorem Moskevského leteckého institutu, řádným členem Mezinárodní a Ruské inženýrské akademie, Ruské akademie letectví a aeronautiky.